# Har Do Āb Rūd
Har Do Āb Rūd (persiska: هردو آب رود) är en ort i Iran.   Den ligger i provinsen Mazandaran, i den norra delen av landet, 110 km norr om huvudstaden Teheran. Har Do Āb Rūd ligger 52 meter över havet och antalet invånare är 285.
Terrängen runt Har Do Āb Rūd är varierad. Runt Har Do Āb Rūd är det ganska tätbefolkat, med 108 invånare per kvadratkilometer. Närmaste större samhälle är Motel Qū, 9,9 km öster om Har Do Āb Rūd. I omgivningarna runt Har Do Āb Rūd växer i huvudsak blandskog.